# Pendentief

Principe van een koepel op pendentieven(a)

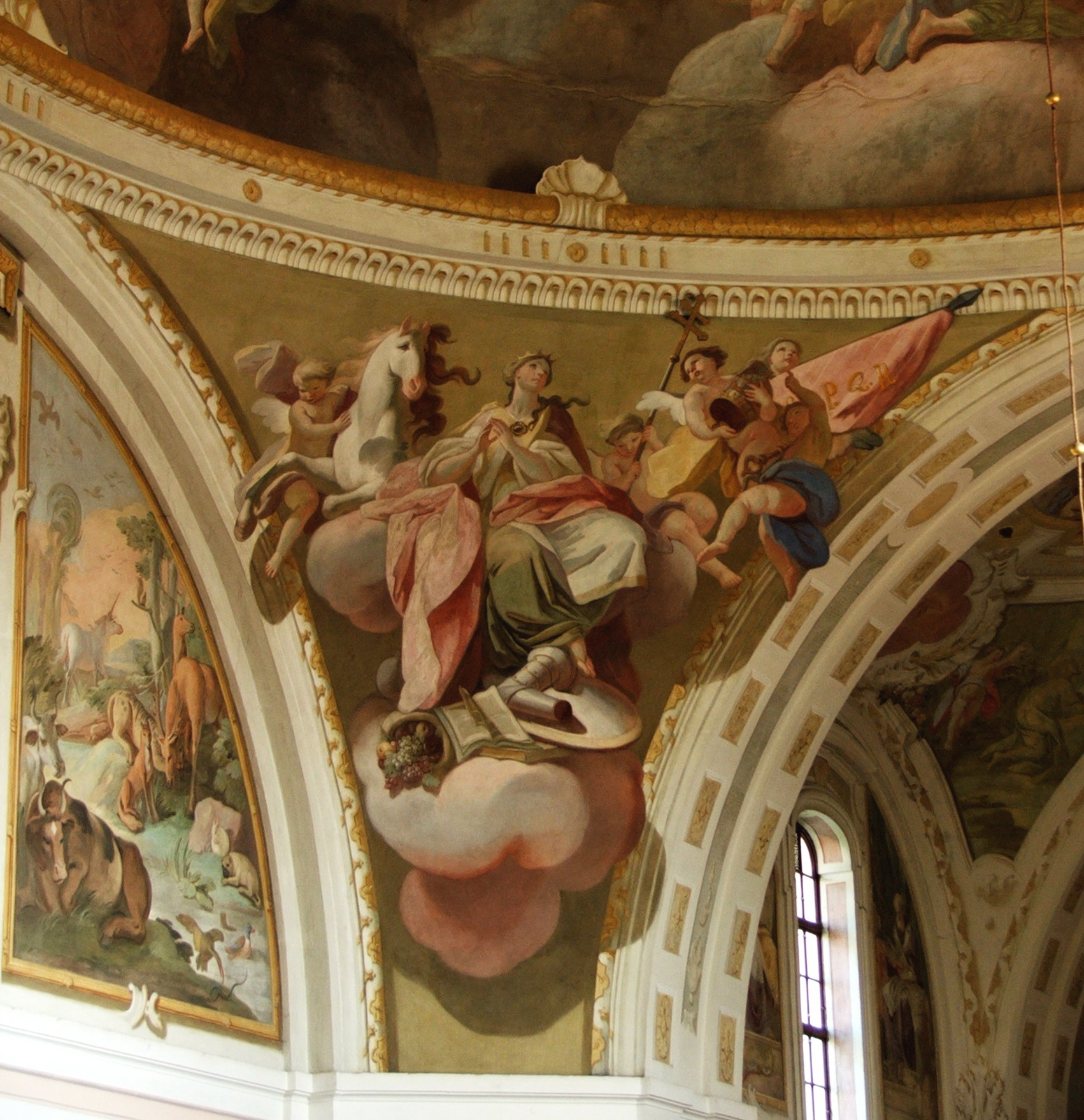
Een beschilderd pendentief in de Heilige Drie-eenheidskerk in Fulnek

Een pendentief is een boldriehoek of holle gewelfzwik die de hoeken van een vierkante of veelhoekige ruimte verbindt met een ronde koepel, een zogenaamde pendentiefkoepel. Het pendentief verdeelt de druk van de koepel gelijkmatig over de boog die hem draagt. Een voorloper van het pendentief is de tromp.
De eerste experimenten met pendentieven stammen uit de late Romeinse tijd, aan het eind van de tweede en het begin van de derde eeuw. De oudst bekende benadering van een pendentief bevindt zich in een van de achthoekige kamers aan de rand van de Thermen van Caracalla in Rome. De volledige ontwikkeling van de vorm werd bereikt in de zesde eeuw in de Byzantijnse architectuur. De Hagia Sophia te Istanboel bezit een dergelijke koepel. In renaissance en barokke kerken werd veel gebruikgemaakt van het pendentief.